# Caulanthus
Caulanthus es un género de plantas con flores perteneciente a la familia Brassicaceae. Son nativos del suroeste de Estados Unidos y el norte de México, donde a menudo se encuentran en las regiones áridas. Comprende 20 especies. Comprende 26 especies descritas y de estas, solo 13 aceptadas.
También se les denomina a menudo como col silvestre, aunque este nombre común por lo general se refiere a las variantes silvestres de Brassica oleracea. Muchas especies tienen tallo erecto  que emerge de la roseta basal. Las flores crecen directamente de la superficie del tallo; muchas especies tienen las flores acampanadas. 

## Descripción
Son hierbas , anuales, bienales o perennes con un caudex leñoso, usualmente glauco. tricomas ausentes o simples. Tallos erectos o decumbentes raramente, simple o ramificado arriba, de vez en cuando inflados . Hojas basales pecioladas, rosuladas o no, simples, enteras, dentadas, lobuladas o pinnatífidas; las caulinarias pecioladas o sésiles y sagitadas, auriculadas o amplexicaule, enteras, dentadas o lobuladas. Racimos en corimbos de muchas flores, ebracteados. Pétalos de color amarillo, marrón, púrpura , blanco o amarillo verdoso, erguidos en la base. Las frutas son silicuas dehiscentes capsulares, lineares, cilíndricas, raramente con 4 ángulo. Semillas uniseriadas, sin alas o rara vez marginadas, oblongas a ovadas o raramente subglobosas. Tiene un número de cromosomas de n = 14.

## Taxonomía
El género fue descrito por Sereno Watson  y publicado en United States Geological Expolration (sic) of the Fortieth Parallel. Vol. 5, Botany 27–28, pl. 3. 1871.
Etimología
Caulanthus: nombre genérico que deriva del griego antiguo kaulos = "tallo"  y anthos = "flor", en referencia a la  inserción de las flores a lo largo del tallo.

## Especies
A continuación se brinda un listado de las especies del género Caulanthus aceptadas hasta julio de 2012, ordenadas alfabéticamente. Para cada una se indica el nombre binomial seguido del autor, abreviado según las convenciones y usos.
- Caulanthus amplexicaulis S. Wats.
- Caulanthus barnebyi Rollins & P. Holmgren
- Caulanthus cooperi (S. Wats.) Payson
- Caulanthus coulteri S. Wats.
- Caulanthus crassicaulis (Torr.) S. Wats.
- Caulanthus glaucus S. Wats.
- Caulanthus hallii Payson
- Caulanthus heterophyllus (Nutt.) Payson
- Caulanthus inflatus S. Wats.
- Caulanthus major (M.E. Jones) Payson
- Caulanthus pilosus S. Wats.
- Caulanthus simulans Payson